# Chih-Wei Huang
Chih-Wei Huang ( 黃志偉 ) es un desarrollador de software libre que vive en Taiwán . Es famoso por su trabajo en la VoIP y los campos de internacionalización en China.

## Historia
Huang se graduó de la Universidad Nacional de Taiwán (NTU) en 1993, con una licenciatura en física y una maestría en el departamento de ingeniería eléctrica de NTU en el año 2000. Trabajó como director en Top Technology Inc., y como jefe de proyecto de Tecom Inc . Huang actualmente trabaja para ASUSTeK Computer Inc . Es uno de los miembros iniciales de Software Liberty Association of Taiwan (SLAT),
- Datos: Q8971614